# Ikrek

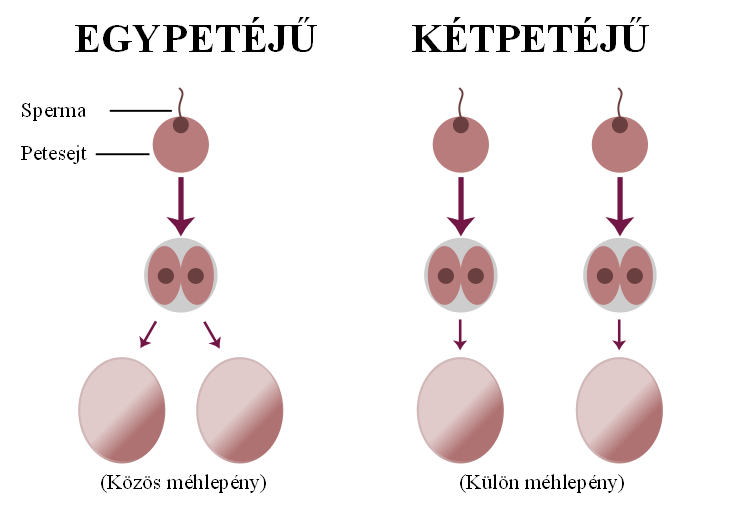
Egysejtű és kétsejtű ikrek kialakulása

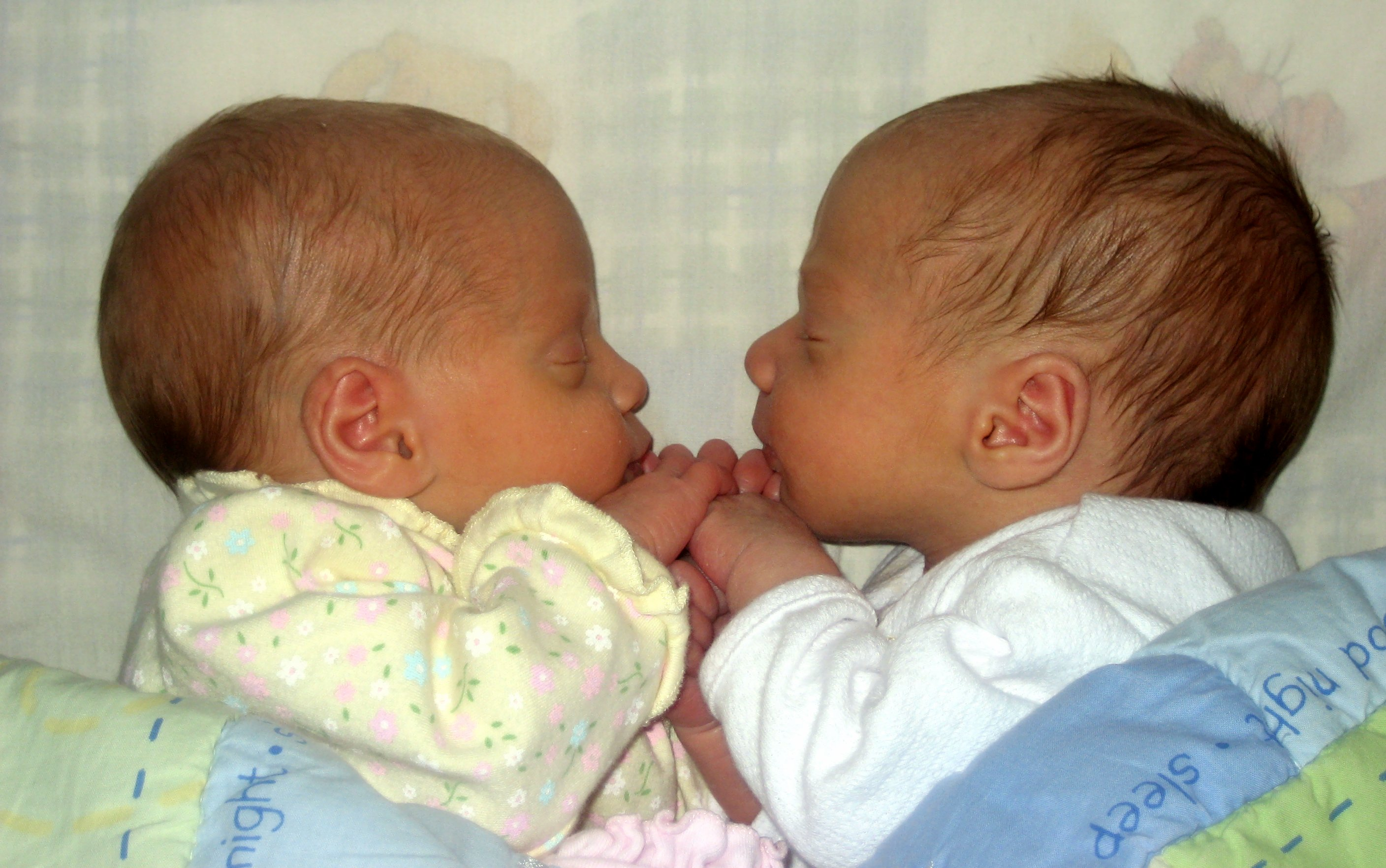
Újszülött ikrek

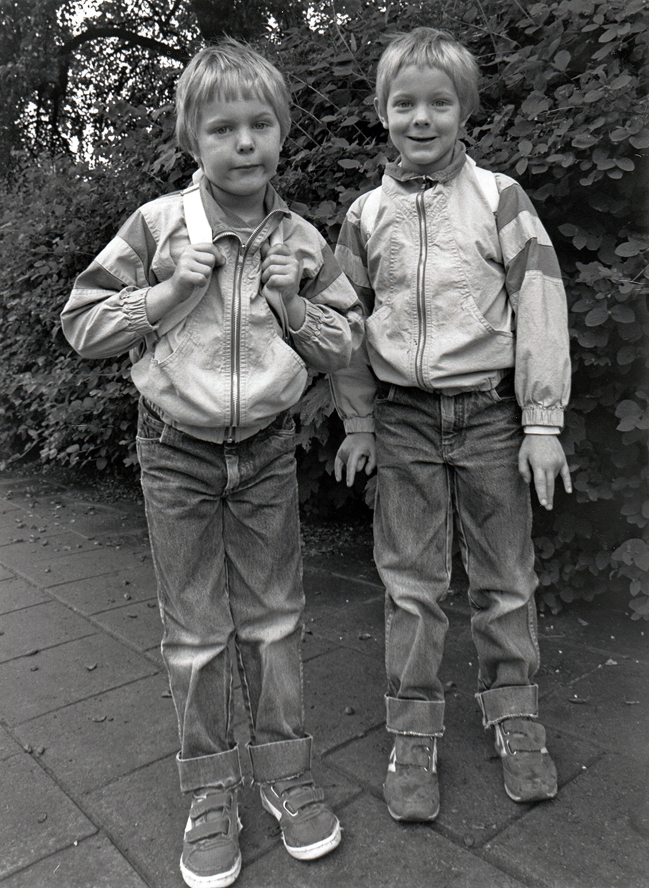
Hétéves ikrek

Ikrek, ugyanabból a terhességből született két vagy több egyed. Az ikrek lehetnek egypetéjűek vagy kétpetéjűek, ez a megtermékenyülés sajátossága. Embernél viszonylag ritkán fordul elő, Európában kb. minden 85. szülés többes, és az egypetéjű ikrek tulajdonképpen a petesejt fejlődési rendellenességének tekinthető. Bizonyos állatoknál (például kutya vagy macska) viszont gyakori jelenség.

## Az ikrek típusai
Az ikrek két főcsoportra oszthatók, egypetéjű ikrekre (monozigoták) és kétpetéjű ikrekre (dizigoták). Mint az elnevezésük mutatja, az egypetéjű ikrek egy petesejtből és következésképpen a kétpetéjűek két petesejtből fejlődnek ki. Ennek következtében az egypetéjű ikrek mindig ugyanolyan neműek. A kétpetéjű ikrek genetikailag nem hasonlítanak jobban egymáshoz, mint más nem iker testvérek.
A valószínűsége az ikerszületésnek növekszik az örökletességgel (már vannak ikrek a családban), az anya életkorával és korábbi szüléssel. Különböző meddőségi kezelések következtében, az utóbbi időben, gyakoribbá váltak az ikerszülések. Orvosi szempontból az ikerterhességet illetve szülést nemkívánatosnak tekintik, mivel ezek mindig magasabb kockázattal járnak.
Embereknél az egypetéjű ikrek esetében, a petesejt első 14 napjában bekövetkezik a szétválás, ez után már nem. Az osztódáskor egy ritka, fejlődési rendellenesség léphet fel az ún. kettős torzok (sziámi ikrek), amikor a petesejt nem egészen válik ketté. Ilyenkor az ikrek valamilyen módon összenőve jönnek világra. Előfordulnak kifejletlen ikrek (acardius) is, ahol a rendesen kifejlődött iker mellett többé (hemiacardius) vagy kevésbé (holoacardius) kifejlődött rendellenes, torzult ikerképződmény található.
Ritkább esetekben kettőnél több petesejt termékenyül meg és ilyenkor „többszörös” ikrek születnek. Az élve született ikrek legmagasabb nyilvántartott száma a kilences ikrek. Ismertek ennél magasabb számú ikerszülések is, de ilyenkor több, vagy minden testvér halva született. Három kilences és kb. 10-19 nyolcasiker születés ismert a világon, ezek többségében az egyes testvérek túlélése rövid volt. (Hetes ikrek kb. 40-50, míg hatos kb. 80-175 lehet a világon egy 2009-es összesítés szerint). Az eddigi maximális magzatszám, amit emberi anyaméhben dokumentáltak: 15.
A kétpetéjű ikrek esetén mindig két méhlepény és két magzatburok fejlődik ki, ami egypetéjűeknél is előfordulhat, de jellemzően egy méhlepényben és részben vagy egészében közös burokban fejlődnek.
Jóval több ikerfogamzás történik embereknél mint ikerszülés (egyes becslések szerint 10-szer), az egyedül világra jövő magzatok párja a terhesség első harmada után felszívódik. A jelenség a fantomiker szindróma.
A becslések szerint minden négyszázadik kétpetéjű ikerpár két különböző apától származik (USA). Olyan esetet is feljegyeztek amikor egypetéjű ikerpárnak eltérő génkészlete volt, mint kiderült két apától.

## Ikrek a kutatásban
Az ikerpárok tanulmányozása fontos szerepet játszik az orvosi és pszichológiai kutatásban. Ezáltal érthetőbbé válik az örökletesség, illetve a környezet befolyása a különböző személyiségjegyek és betegségek kifejlődésre.
Annak ellenére, hogy az ikrek minden időben lenyűgözte az embereket, csak az 1800-as években látta meg Francis Galton a potenciált, az ikreken tanulmányozni a örökletesség és a környezet hatását az emberre. Az egypetéjű ikrek génjei teljesen egyformák, mégis úgy a fizikai mint a pszichikai állapotuk különbözik egymástól. Galton volt aki rájött, hogy a különbségek a környezettől függnek.

### Járványtani kutatás
Összehasonlítva az egypetéjű ikreket a kétpetéjű ikrekkel, akiknél a gének 50%-a azonos, ki lehet számítani a befolyás arányát az örökletesség és a környezet között, az úgynevezett epidemiológiai kutatásban. Így fedezték fel többek között az összefüggést a dohányzás és a tüdőrák között, valamint megállapították az Alzheimer-kór örökletességét.

### Viselkedéstani kutatás
Szintén ikreken tanulmányozzák a pedagógiai kutatásban magáról az ikrekről és az egyénre való következményekről összehasonlítva az ikreket a nem ikrekkel.
A stockholmi Tanárképző Főiskola sokéves kutatást folytatott az ikrek szellemi fejlődésével kapcsolatban, ami különbségeket mutatott ki a fejlődésben és egyéb pszichológiai behatásokban, a nem ikrekhez viszonyítva.

### Orvostani kutatás
Az ikrekről átfogó kutatás folyik az egész világon, és minden harmadik évben az International Society of Twin Studies keretében számolnak be az elért eredményekről, tapasztalatokról.
A kutatás a születéssel kapcsolatos (perinatal) tényezőkre összpontosul, például a koraszülés okait keresve, ami főképpen az ikrek és szüleik javára válik.
Keresik a komplikációk okait az ikerszüléseknél és továbbmenően a lehetőségeket ezek elkerülésére.

### Egyedi esetek
A sok ikertanulmány néha látványos eredményt hozott. Egy ilyen volt a Jim ikerpár esete ami egy csomó egybeesést mutatott fel, mint például a tehetségtől és szakmaválasztástól a feleségük nevéig és a háziállatukig.
Egy másik példa az Oskar Stohr és Jack Yufe ikrek esete, amikor is az első katolikus, náci nevelést kapott a Harmadik Birodalomban, míg a második zsidó nevelésben részesült Trinidadban és az Amerikai Egyesült Államokban. Amikor saját kezdeményezésükre, a Minnesota Study of Twins Reared Apart (Minnesotai tanulmány külön felnevelt ikrekről) keretén belül őket tanulmányozták, meglepően sok hasonlatosságot mutattak úgy kinézésre, mint szokásokra.

## Hasonmások
Viszonylag közismert szólás, hogy az egyéneknek van valahol a világban egy hasonmása, aki nem rokon vagy ikertestvér, és ez többször be is bizonyosodott, főleg ha híres személyről vagy közszereplőről van szó, akinek a hasonmása akár erre építi a karrierjét, például dublőrként. Az emberek olyan hasonmásait, akik akár ikertestvérek is lehetnének, noha nem azok, sőt a származásuk is teljesen különböző 2022-ben vizsgálta dr. Manel Esteller barcelonai genetikus, hogy megnézze milyen közös tulajdonságuk lehet, ami a hasonlóságért felelhet. A kutatás során kiderült, hogy az egymásra minél jobban hasonlító emberek genomja is több ponton egyezést mutat, ami a hasonló kinézet mellett teljesen logikus, de más azonosságot nem sikerült kimutatni. A következtetés ezek után az volt, hogy a hasonmások a népességnövekedés miatt véletlenül, a nagy számok törvényei miatt jönnek létre. Dr. Esteller a kutatás jövőjét a betegségek diagnosztizálásában látja, mert hasonló módon a vírusok genomja is visszakövethetővé válhat.

## Ikrek Magyarországon
Az első világháború után Szél Tivadar foglalkozott először az ikerszületések tanulmányozásával, majd nagyobb kutatást csak az 1970-es években folytattak Czeizel Endre és munkatársai. Legutóbb Pári András végzett felmérést 2012-ben az ikrek körében.
Magyarországon körülbelül minden 60. szülésnél születnek ikrek. Évente átlagosan kb. 1500 kettes iker születik. A hármas és többes szülés jóval ritkább ennél, ez statisztikailag a Hellin-szabály szerint minden 602 (3600/1 hármas iker) és 603 (216000/1 négyes iker) szülés után jelent egy többes szülést (évente 50 hármasiker születik átlagosan, és 2000–2019 között összesen 10 négyesiker született). Ötös ikrek 1983. január 24-én születtek Kiskunfélegyházán (bár ennek valószínűsége csak 1 a 65 millióhoz, egy győri származású édesanya is ötös ikreket szült Indianapolisban 2007. október 19-én). Létezik ugyan egy 1937-es újságcikk egy nyolcas ikerszülésről, de valószínűleg csak áprilisi tréfa volt, hiszen a szenzációnak semmilyen más nyoma nem maradt fenn. Kb. 130-170 ezer embernek van ikertestvére Magyarországon (2012-es becsült adat, nincs pontos nyilvántartás). Akárcsak a normál szülések esetén, több fiú születik mint lány (106%), de a nemek aránya ikerszüléseknél kiegyenlítettebb (101%, 1970–2009 közötti adatok). Az anyák átlagéletkora 1,7-2 évvel magasabb az ikerszüléseknél.

## Fordítás
- Ez a szócikk részben vagy egészben  a   Tvillingar című svéd Wikipédia-szócikk fordításán alapul.  Az eredeti cikk szerkesztőit annak laptörténete sorolja fel. Ez a jelzés csupán a megfogalmazás eredetét és a szerzői jogokat jelzi, nem szolgál a cikkben szereplő információk forrásmegjelöléseként.
- Ez a szócikk részben vagy egészben  a   Twin című angol Wikipédia-szócikk fordításán alapul.  Az eredeti cikk szerkesztőit annak laptörténete sorolja fel. Ez a jelzés csupán a megfogalmazás eredetét és a szerzői jogokat jelzi, nem szolgál a cikkben szereplő információk forrásmegjelöléseként.